# 나는 달린다
《나는 달린다》는 MBC에서 2003년 10월 22일부터 2003년 12월 11일까지 매주 수 · 목 밤 21시 55분에 방영되었던 미니시리즈이다.
한편 본 드라마는 담당 PD의 전작 네 멋대로 해라와 주제, 캐릭터의 이야기 전개 등이 매우 흡사한 분위기가 있었다는 지적을 사 잠시 논란을 빚기도 했다.
또한, 출연진 중의 한 명이었던 개그맨 손헌수가 해당 작품을 통해 본격적인 정극 활동을 시도해 세간의 화제를 모은 바 있다.

## 등장 인물

### 주요 인물
- 김강우 : 신무철(26세) 역. 공장 용접공
- 채정안 : 강희야(25세) 역. 사진기자
- 이종수 : 윤의섭(29세) 역. 외과 레지던트
- 김정현 : 강희천(29세) 역. 독립영화 감독
- 김은주(고준희) : 조영지(21세) 역. 천방지축 아르바이트
- 에릭 : 신상식(22세) 역. 무철의 동생

### 주변 인물
- 김용건 : 김봉수(40대) 역. 무철과 상식에게 삼촌이라 하고 돈을 뜯어가는 건달
- 이영하 : 강준경(50대) 역. 희천과 희야의 아버지
- 이혜숙 : 오현미(50대) 역. 희천과 희야의 어머니
- 송재호 : 고진래(40대 후반) 역. 무철이 일하는 공장의 사장
- 김서형 : 한여주(27세) 역. 만성 신부전증을 앓고 있는 잊혀진 배우

### 그밖의 인물들
| - 김지영 - 전원주 - 심양홍 - 이호성 - 안해숙 - 김혜옥 : 무철과 상식의 어머니 - 조한나 - 이천희 - 김해오름 - 오주은 - 양길영 - 신범식 - 허명행 - 손헌수 - 한미진 - 이훈성 | - 정승재 - 백동현 - 곤정민 - 구정욱 - 장현중 - 염경구 - 전해룡 - 고서형 - 김형신 - 최진호 - 김신일 - 김건호 - 김영대 - 유진원 - 김대성 - 류재익 | - 류찬우 - 박규점 - 이홍표 - 지중현 - 김남석 - 윤정석 - 조경호 - 이종필 - 한규희 - 이영헌 - 권영헌 - 이승찬 - 김인우(아역) - 김동현(아역) - 이장우 |